# Ateles
Los monos araña, maquisapas, marimondas, marimonos, koatás o atelos, es el nombre común de cualquiera de los primates del género Ateles, perteneciente a la familia Atelidae. El nombre Ateles proviene del griego ἀτελής (atelḗs, “incompleto, imperfecto”), de ἀ- (a-, “sin”) y τέλος (télos, “final”), que junto significa "desarrollo imperfecto de estructura", lo cual hace referencia a la ausencia de un pulgar oponible funcional, ya que en su lugar solo cuenta con un apéndice vestigial. Miden entre 60 y 90 cm de longitud. Son gregarios en grupos de 6 a 30 individuos y muy arborícolas. Su cola prensil les ayuda a moverse ágilmente entre los árboles. Se alimentan de frutos e insectos. Habitan en bosques tropicales, desde México hasta Brasil.
La variedad morfológica en lo referente al color del pelaje ha dificultado la clasificación de las diferentes especies del género, haciendo más creíble la clasificación basada en ADN mitocondrial y nuclear. La revisión de Kellogg y Goldman de 1944, reconoce 4 especies: Ateles belzebuth, Ateles fusciceps, Ateles geoffroyi y Ateles paniscus. Otro punto de vista defendido entre otros por Hershkovitz, considera que Ateles incluye a una sola especie, Ateles paniscus con diversas subespecies. En 2005 Groves, basado en estudios de ADN, incluye 7 especies dentro del género, Ateles belzebuth, Ateles paniscus, Ateles chamek, Ateles marginatus, Ateles fusciceps, Ateles geoffroyi y Ateles hybridus.

## Distribución y hábitat
Viven desde el sur de Ecuador, la selva amazónica en Perú, hasta el río Tapajós en la Amazonia brasileña. Son primordialmente arbóreos, cumplen la mayor parte de sus actividades en las densas cubiertas de los bosques y selvas lluviosas y tupidos donde habita.

## Descripción física

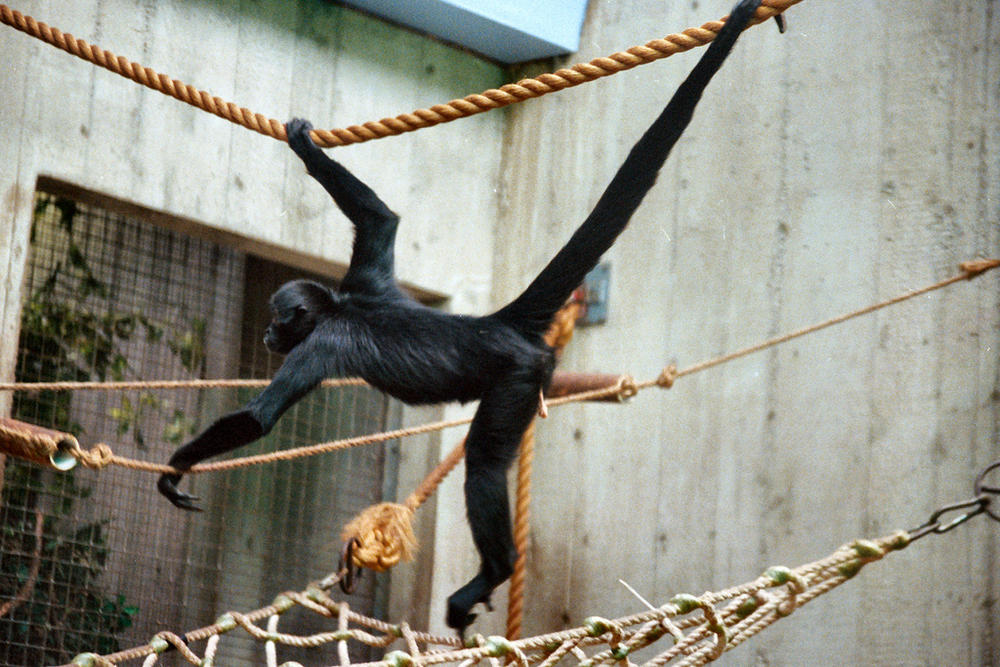
Mono araña de cabeza marrón (Ateles fusciceps robustus) en el Zoo Cleveland Metroparks, Ohio, Estados Unidos

Según la especie, su cuerpo mide de 65 a 90 cm de longitud, y la cola prensil de 60 a 92 cm. Son de apariencia más esbelta que los otros monos de la familia Atelidae y pesan entre 7 y 10 kg. Tienen cuatro dedos y carecen de pulgar. El cuerpo es alargado y los miembros largos; el color de las diferentes especies varía de castaño claro a negro. Las hembras tienen como particular característica un clítoris alargado que supera en ocasiones el tamaño del pene del macho.

## Comportamiento y reproducción
Viven en grupos territoriales de 6 a 30 individuos, que comparten un área de 90 a 250 hectáreas y buscan comida en los árboles durante el día, a una altura promedio de 15 m, en subgrupos de 2 a 8 individuos. Se alimentan de frutos, semillas, hojas, cortezas y madera. Como caso raro entre primates, las hembras tienden a dispersarse en la pubertad para unirse a grupos diferentes, mientras los machos permanecen en su grupo original.
Las hembras escogen una pareja del grupo. Ambos huelen los genitales de la pareja antes de la cópula. La gestación dura de 226 a 232 días tras los cuales nace una cría, que durante los primeros 4 meses de vida permanece al lado de la madre y luego vuelve con cierta frecuencia a su lado, adquiriendo independencia poco a poco. Una nueva cría se concibe cada 3 años. La madurez sexual llega a los 4 o 5 años. Pueden vivir hasta 20 años.

## Especies
- Mono araña de vientre amarillo o nor amazónico Originario de Venezuela, Colombia, Ecuador, Perú y Brasil
- Maquisapa Originario de Brasil, Perú y Bolivia
- Mono araña colombo-ecuatoriano Originario de Ecuador, Colombia y Panamá
- Mono araña centroamericano Originario de México, Belice, Guatemala, Honduras, El Salvador, Nicaragua, Costa Rica y Panamá
- Mono charao Originario de la Península de Azuero en Panamá.
- Marimonda del magdalena Originario de Colombia y Venezuela
- Maquisapa de cara blanca Endémico de Brasil
- Mono araña guayanés o Coatá negro Originario de Guayana, Surinam, Guayana francesa, Brasil y Venezuela